# The Last Front
The Last Front ist ein belgischer Historiendramafilm, geschrieben und gedreht von Julien Hayet-Kerknawi. Der Film spielt während des Ersten Weltkriegs und folgt dem verwitweten Bauern Leonard (Iain Glen), der zum Kriegshelden wird, und seiner Familie, als sie mitten in einen Krieg geworfen werden, den sie nicht verstehen. Der Film spielt in den ersten Tagen des Konflikts, als die deutsche Kriegsmaschinerie vorrückt, und während der Zeit, die als Schändung Belgiens bekannt wurde.

## Handlung
Im Jahr 1914, kurz nach dem Ausbruch des Ersten Weltkriegs, lebt der verwitwete Bauer Leonard Lambert mit seinen zwei Kindern Adrien und Johanna in einem kleinen belgischen Dorf an der Westfront. Das Leben der Familie ist von harter Arbeit und einfachen Freuden geprägt, bis die deutsche Armee unter dem Kommando von Kommandant Maximilian Von Rauch in das Dorf einmarschiert.
Zunächst herrscht bei den Dorfbewohnern eine Mischung aus Angst und Hoffnungslosigkeit. Die deutschen Soldaten beginnen schnell, das Dorf zu kontrollieren und verüben Gräueltaten gegen die Bevölkerung, die sich nicht wehren kann. In diesem Kontext wird die Familie von Leonard mit einer erschütternden Tragödie konfrontiert. Laurentz, der sadistische Sohn von Kommandant Von Rauch, verübt einen gewaltsamen Übergriff auf eine der Dorfbewohnerinnen. Dieser Vorfall löst eine Welle der Empörung aus, und Leonard wird zum unbeabsichtigten Anführer eines Widerstands, der sich gegen die deutschen Besatzer stellt.
Leonard, der in seiner Vergangenheit nie als Kämpfer bekannt war, muss sich nun entscheiden, wie weit er bereit ist zu gehen, um seine Familie und seine Heimat zu schützen. Der Widerstand wächst, als immer mehr Dorfbewohner sich gegen die Unterdrückung wehren. Inmitten der Gewalt muss Leonard nicht nur mit den Herausforderungen des Krieges kämpfen, sondern auch mit seiner eigenen moralischen Zerrissenheit. Denn der Krieg stellt ihn vor die Frage, wie weit er bereit ist zu gehen, um seine Lieben zu retten – und ob er für den Widerstand bereit ist, sein Leben zu opfern.

## Entwicklung
The Last Front baut auf dem Kurzfilm A Broken Man auf, den Kerknawi 2015 drehte und der internationale Anerkennung fand, unter anderem wurde er für die Internationale Filmfestspiele von Cannes 2016 ausgewählt und gewann einen Preis beim Filmfestival WorldFest in Houston.

## Themen
The Last Front befasst sich mit Themen wie verlorenen Verbindungen, Trauer und der Komplexität der menschlichen Natur inmitten des Chaos des Krieges. Indem der Film sich auf die nuancierten Interaktionen zwischen den Charakteren konzentriert, bietet er einen nachdenklichen Blick auf den Krieg und betont die inneren Kämpfe, denen sich die einzelnen Personen stellen müssen, ebenso wie die physischen Konflikte, die sie umgeben.
Hayet-Kerknawi sagte, er wolle sich bewusst von den üblichen Klischees der Filme über den Ersten Weltkrieg entfernen. „Keine Schützengräben, keine Alliierten auf der linken Seite, keine Deutschen auf der rechten Seite“, sagte er. „Ich möchte den Menschen zeigen, wie die Menschen selbst mit dem Ersten Weltkrieg umgegangen sind, wie sie kämpfen und kämpfen mussten.“

## Drehorte

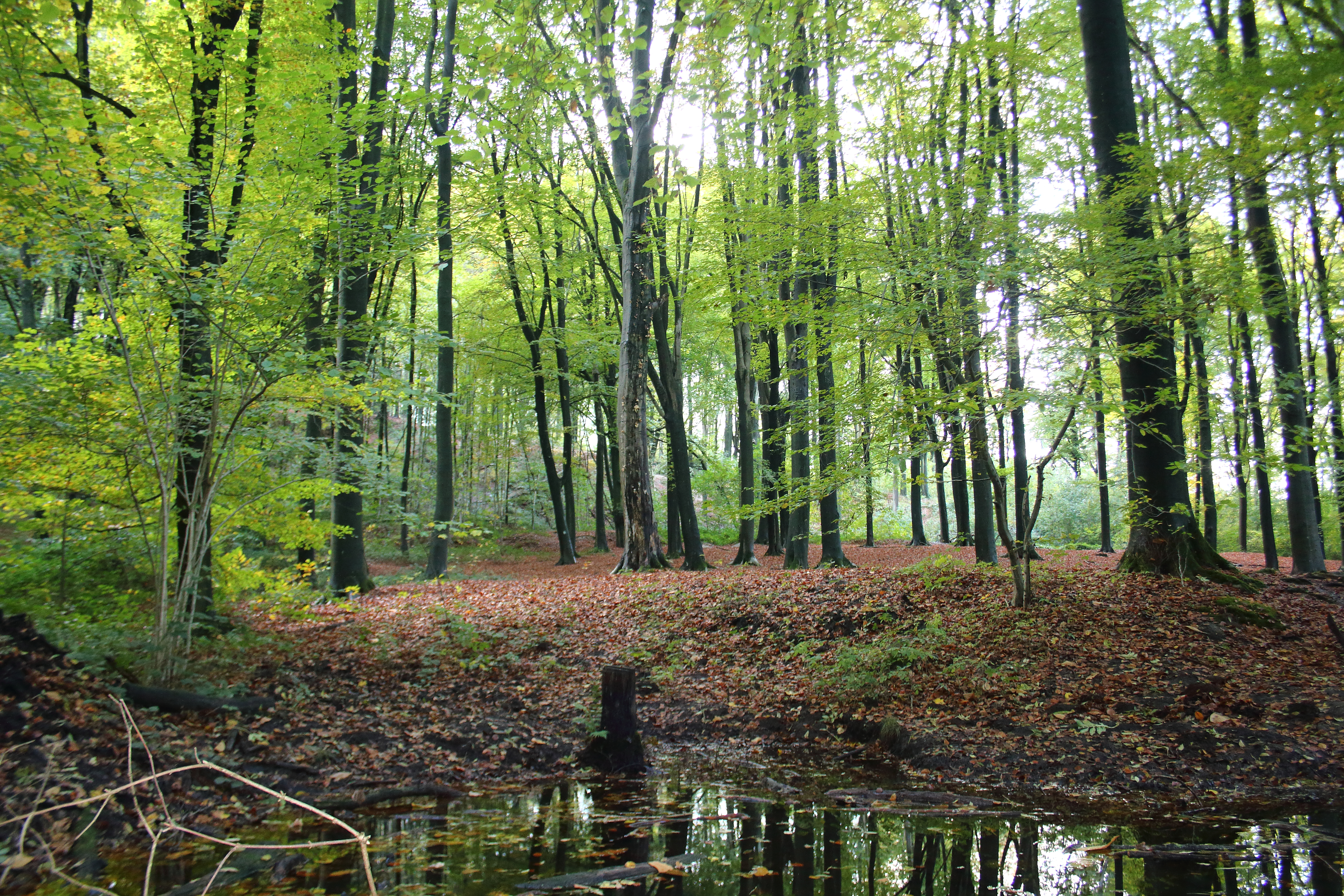
Kluisbos teil der Flämischen Ardennen

The Last Front nutzte eine Reihe von Drehorten in ganz Belgien, darunter flämische und wallonische Landschaften, um den Schauplatz des Ersten Weltkriegs authentisch darzustellen. Zu den bemerkenswerten Drehorten gehörten Kluisbos, Kortrijk, Damme, Lier und das Gebiet Enclus du Haut in der wallonischen Picardie, die aufgrund ihrer historischen Relevanz und landschaftlichen Schönheit ausgewählt wurden.
In Kortrijk diente der Beginenhof als einer der Hauptschauplätze, was die Absicht des Regisseurs unterstreicht, in der Geschichte touristisch bedeutsame Orte Flanderns darzustellen. Der Film mit einer internationalen Besetzung, darunter Koen De Bouw und Iain Glen, konzentriert sich auf flämische Familien während des Ersten Weltkriegs, die vor der Kriegsgewalt fliehen mussten. Hayet-Kerknawi kommentierte die einzigartige Authentizität, die reale Schauplätze der Inszenierung des Films verliehen, und wies insbesondere darauf hin, dass die Eröffnungsszene nirgendwo anders auf der Welt hätte gedreht werden können. Die Geschichte entfernt sich von großartigen historischen Darstellungen und konzentriert sich auf die Erfahrungen gewöhnlicher Dorfbewohner, die vom Krieg betroffen sind. De Bouw spielt den Dorfarzt und Glen den Bauern.

## Veröffentlichung
The Last Front hatte seine Weltpremiere am 1. Februar 2024 im Kinepolis in Gent. Der Film kam in Belgien am 7. Februar 2024 und in den Vereinigten Staaten am 9. August 2024 in die Kinos. Pläne für zukünftige Veröffentlichungen in anderen Gebieten müssen noch bekannt gegeben werden.